# Doolhof (Julianatoren)
Doolhof, ookwel Dwaaltuin genoemd, was een doolhof in attractiepark Julianatoren in Apeldoorn.

## Geschiedenis
Het circelvormige doolhof, ontworpen door M. Thysen, had een diameter van ongeveer 30 meter. De haag bestond uit taxussen die werden aangeplant in 1927, wat ook het jaar was dat het doolhof in gebruik genomen werd. Het doolhof had oorspronkelijk een houten poort met een boog waarop de tekst “Het Aardmannetje in den Dwaaltuin der Julianatoren” te lezen was.
Het doolhof stond aan de voet van de uitzichttoren (Julianatoren). In het midden van het doolhof bevond zich een trap die leidde naar een onderaardse gang en een koepelvormige grot, bekend als de "Grot van Fingal". Deze grot bevatte verschillende vitrineachtige ruimten waarin objecten werden tentoongesteld in een Veluws interieur waar een uitgebeeld boerengezin, de familie Heetmeijer, aan tafel zat. Het doolhof met grot was een belangrijke attractie in het familiepretpark dat rond de toren zicht ontwikkelde.

### Status Rijksmonument
Het doolfhof is een monumentaal onderdeel van het complex van de Koningin Julianatoren. Het doolhof en de bijbehorende grot zijn van grote cultuurhistorische waarde, omdat ze een zeldzaam voorbeeld zijn van vermaaksobjecten die kenmerkend zijn voor vroeg twintigste-eeuwse pretparken. De combinatie van de uitkijktoren, het doolhof en de grot biedt inzicht in de ontwikkeling van recreatie en vermaak in die tijd en onderstreept de sterke historische band tussen Apeldoorn en het Nederlandse koningshuis. Dit complex is van grote architectonische, stedenbouwkundige, tuinarchitecturale, en cultuurhistorische waarde in het Nederlandse erfgoed en verkreeg in 2000 de status rijksmonument.

### Verval
In de loop van de tijd raakte het doolhof in verval en werd uiteindelijk verwijderd. Slechts de trap in het hart van het doolhof, die toegang gaf tot de ondergrondse gang, bleef behouden. Op de plek van het voormalige doolhof staat nu een tent die onder andere een klim- en klauterkooi en een simulator bevat.

## Toekomst
Het bestuur van Julianatoren overweegt om in de toekomst het doolhof te herstellen als attractie op het dak van de hoofdgebouwen welke op de plek van de tent komen te staan waar mogelijk ook een overdekte binnenspeeltuin komt te staan. Dit plan maakt deel uit van bredere ontwikkelingen om het park te moderniseren en het historische karakter van het complex de Julianatoren te benadrukken.